# Girl (Dannii Minogue)
Girl is het derde album van Dannii Minogue. Het werd uitgebracht in 1997 en in 2007 opnieuw uitgebracht met een extra cd.

## Nummers
1. "All I Wanna Do" (Brian Higgins, S. McLennan, Tim Powell, Matt Gray) - 4:28
2. "Heaven Can Wait" (Higgins, McLennan, Powell, Gray) - 3:40
3. "So in Love with Yourself" (Paul Barry, M. Taylor, Steve Torch) - 5:06
4. "Am I Dreaming?" (Barry, Taylor, G. Stack, Torch) - 4:10
5. "Everybody Changes Underwater" (Dannii Minogue, Ian Masterson, D. Green) - 6:36
6. "Everything I Wanted" (Minogue, Taylor, Torch) - 4:38
7. "If It Moves-Dub It" (Minogue, Higgins, McLennan, Powell, Gray) - 6:32
8. "Disremembrance" (Masterson, Green) - 4:06
9. "It's Amazing" (Higgins, McLennan, Powell, Gray) - 5:05
10. "Movin' Up" (L. Erlandsson, D. Kruger, F. Lenander, Per Magnusson, B. Morel) - 4:13
11. "Coconut" (Harry Nilsson) - 4:48
12. "Someone New" - 3:46 (Japans bonusnummer)

### Luxe-uitgave 2007
Cd 1
1. "All I Wanna Do" - 4:26
2. "Heaven Can Wait" - 3:40
3. "So in Love with Yourself" - 5:06
4. "Am I Dreaming?" - 4:10
5. "Everybody Changes Underwater" - 6:36
6. "Everything I Wanted" - 4:39
7. "It It Moves - Dub It" - 6:31
8. "Disremembrance" - 4:05
9. "It's Amazing" - 5:05
10. "Movin' Up" - 5:50
11. "Keep Up with the Good Times" - 4:19
12. "Someone New" - 3:45
13. "Coconut" - 4:50
14. "All I Wanna Do" - 4:12
15. "Everything I Wanted" - 4:47
16. "Disremembrance" - 4:29

Cd 2
1. "All I Wanna Do" - 6:52
2. "Everything I Wanted" - 7:07
3. "Heaven Can Wait" - 12:10
4. "Disremembrance" - 9:29
5. "All I Wanna Do" - 10:08
6. "Everything I Wanted" - 6:50
7. "Disremembrance" - 6:06
8. "Movin' Up" - 5:51
9. "Keep Up with the Good Times" - 6:47
10. "All I Wanna Do" - 7:45